# Pentomino
Pentomino je skupina dvanácti rovinných útvarů, kdy každý je složen z pěti shodných čtverců a zároveň soubor nejrůznějších úloh a her, které se k této skupině útvarů vztahují. Roku 1953 bylo pojmenováno podle domina. Ačkoliv se problém vyskytuje již roku 1907, zpopularizoval jej roku 1965 ve své knize Samuel Golomb, profesor matematiky na univerzitě v Jižní Kalifornii a je znám jako tvůrce her a hlavolamů, z nichž některé se rozšířily do mnoha zemí.
Touto hrou se inspiroval Alexej Pažitnov a vyrobil počítačovou hru Tetris, která je velmi oblíbená na celém světě, bez rozdílu věku.

## Popis útvarů
Pentomino se skládá z dvanácti různých tvarů, které vzniknou poskládáním z pěti shodných čtverců. Bývají pojmenovány podle písmene, kterému jsou podobny. Čtverce se přitom nesmí překrývat a musí na sebe navazovat výhradně celými stranami. Dva útvary, které vzniknou jeden z druhého otočením nebo zobrazením v osové souměrnosti (tj. zrcadlovým převrácením) nejsou považovány za různé, jak je zřejmé z obrázku.
Jsou-li zrcadlové obrazy považovány za různá tvary pentomina, jejich počet je 19. Tvary T, V, I, X, U a W jsou osově souměrné a jejich zrcadlový obraz je shodný. Pouze pro F, L, N, P, Y a Z lze vytvořit dvě různé verze.
Při kreslení většinou na čtverečkovaný papír vzniknou tyto varianty:
- 8 pro L, N, P, F, Y – 4 otáčením a pak další 4 otáčením zrcadlového obrazu
- 4 pro Z – 2 otáčením a pak 2 otáčením zrcadlového obrazu
- 4 pro T, U, V, W – otáčením
- 2 pro I – otáčením
- 1 pro X

Příklad pro tvar pentomina Y je vidět na následujícím obrázku:

## Hlavolamy související s pentominem

### Pokrytí obdélníku
Sada dvanácti pentomin, z nichž každé se skládá z pěti čtverců, dává dohromady 60 čtverců. S tímto počtem souvisí první sada hlavolamů, jejichž zadání je:
- Pokryjte dvanácti pentominovými útvary obdélník složený z 3 x 20 čtverečků tak, aby se žádná dvě pentomina nepřekrývala a aby byly pokryty všechny čtverečky.
- Pokryjte dvanácti pentominovými útvary obdélník složený z 4 x 15 čtverečků tak, aby se žádná dvě pentomina nepřekrývala a aby byly pokryty všechny čtverečky.
- Pokryjte dvanácti pentominovými útvary obdélník složený z 5 x 12 čtverečků tak, aby se žádná dvě pentomina nepřekrývala a aby byly pokryty všechny čtverečky.
- Pokryjte dvanácti pentominovými útvary obdélník složený z 6 x 10 čtverečků tak, aby se žádná dvě pentomina nepřekrývala a aby byly pokryty všechny čtverečky.

Příklady řešení jsou vidět na obrázku.
Zajímavý je počet řešení jednotlivých hlavolamů. Pokud budeme řešení, která vzniknou jedno z druhého pomocí zrcadlového překlápění nebo otočení, považovat za stejná (tj. nebudeme je počítat vícekrát):
- obdélník 6 x 10 má 2339 různých řešení
- obdélník 5 x 12 má 1010 různých řešení
- obdélník 4 x 15 má 368 různých řešení
- obdélník 3 x 20 má 2 různá řešení

Z toho je dobře vidět obtížnost jednotlivých hlavolamů.

### Pokrytí kvádru
Pokud budeme o jednotlivých pentominech uvažovat nikoliv jako o rovinných útvarech, ale jako o hranolech, které mají základnu ve tvaru některého pentomina a výšku stejnou, jako je strana čtverečků, ze kterých jsou pentomina složena, dostáváme tak dvanáct prostorových útvarů, které jsou tvořeny dohromady ze šedesáti krychlí.
Nabízí se tak druhá sada hlavolamů:
- Vyplňte dvanácti pentominovými útvary kvádr složený z 2 × 3 × 10 krychliček tak, aby byl vyplněn beze zbytku a pentomina se nepřekrývala.
- Vyplňte dvanácti pentominovými útvary kvádr složený z 2 × 5 × 6 krychliček tak, aby byl vyplněn beze zbytku a pentomina se nepřekrývala.
- Vyplňte dvanácti pentominovými útvary kvádr složený z 3 × 4 × 5 krychliček tak, aby byl vyplněn beze zbytku a pentomina se nepřekrývala.

Příklady řešení jsou uvedeny v následujících schématech –  jednotlivé kvádry jsou zobrazeny „po patrech“:
```
2 × 3 × 10

 P P F N N W T U X U   V V V Z N N N U U U  
 P P F F W W T X X X   V Z Z Z Y I I I I I  
 P F F W W T T T X L   V Z Y Y Y Y L L L L 

2 × 5 × 6

 P P P N N N   P P L L L L  
 Y W N N X U   F F L Z Z U  
 Y W W X X X   V F F Z T U  
 Y Y W W X U   V F Z Z T U  
 Y I I I I I   V V V T T T  

3 × 4 × 5

 F F V V V   X F F P T   U F U P P   U U U P P  
 X N N N V   X L T T T   X L L L L   I I I I I  
 N N Z Z V   X W W Z T   W W Y Z Z   W Y Y Y Y  

```

## Hra pentomino

### Pravidla hry
Hru pentomino může hrát jeden nebo dva hráči na šachovnici 8 x 8 čtverců. Soupeři se střídají v pokládání kostek –tvarů na šachovnici tak, aby strany byly rovnoběžné se stranami čtverců šachovnice, nelze pokládat „napříč“ šachovnicí. Současně se nesmí dva položen tvary překrývat a ani „vyčnívat“ ven ze šachovnice.
Vyhrává hráč, který položí tvar pentomina tak, že soupeřovi neumožní ze zbylých tvarů nějaký přidat. Hru lze ukončit také remízou, kdy je na šachovnici umístěno všech 60 čtverců. Tato varianta je ale velmi nepravděpodobná.

### Varianty hry
1. Více hráčů – hru mohou hrát i tři nebo čtyři hráči, ale zde záleží na vylosovaném pořadí, má-li hráč vyhrát.
2. Více sad pentomin – hra se hraje v základní variantě s jednou sadou dvanácti tvarů, která je společná pro všechny hráče. Další variantu lze vytvořit tak, že každý hráč má svoji vlastní sadu tvarů pentomina.
3. Přísnější pravidla pro pokládání – pro větší obtížnost hry, lze omezit pravidla tak, že položené tvary pentomina se nesmějí dotýkat stranou (jako např. ve hře scrabble), ani rohem některého čtverce.
4. Větší nebo nepravidelná šachovnice – při používání přísnějších pravidel a mají-li hráči více sad pentomin, je možné použít při hraní větší šachovnici (např. 12 x 12 čtverců) nebo předem označit některé náhodné čtverce šachovnice, kam se tvary pentomina při hře nemohou pokládat.[3]